# (68592) 2002 AS27
(68592) 2002 AS27 es un asteroide perteneciente al cinturón de asteroides, región del sistema solar que se encuentra entre las órbitas de Marte y Júpiter, descubierto el 7 de enero de 2002 por el equipo del Lowell Observatory Near-Earth-Object Search desde la Estación Anderson Mesa (condado de Coconino, cerca de Flagstaff, Arizona, Estados Unidos).

## Designación y nombre
Designado provisionalmente como 2002 AS27. 

## Características orbitales
2002 AS27 está situado a una distancia media del Sol de 2,718 ua, pudiendo alejarse hasta 2,834 ua y acercarse hasta 2,602 ua. Su excentricidad es 0,043 y la inclinación orbital 14,863 grados. Emplea 1637,09 días en completar una órbita alrededor del Sol.

## Características físicas
La magnitud absoluta de 2002 AS27 es 15,38. 